# Raymond Calvel
Raymond Calvel (1913–30 de agosto de 2005) fue un experto francés en pan y profesor de horneado en ENSMIC en París, Francia.
Se le atribuye a Calvel el haber creado un resurgimiento del estilo francés de hacer el pan, así como de haber desarrollando un cuerpo extenso de investigación para mejorar la técnica de paneado (hacer pan), incluyendo el estudio de las diferencias entre la harina de trigo europea y americana, y el desarrollo de la autolisis, un resto de hidratación temprana en el proceso de mezclando y amasando diseñado para relajar el gluten en la masa y simplificar el proceso de amasado, ofreciendo de este modo la masa más extensiblidad y facilidad de dar forma.
Fue profesor de Julia Child y Simone Beck para el capítulo dedicado al pan en "El arte de la cocina francesa" (Mastering the Art of French Cooking), volumen 2, así como consejero del Bread Bakers Guild of America (Gremio de Panaderos de América) durante su fundación y esfuerzos competitivos tempranos, a comienzos de la década de 1990. 
Calvel también escribió el libro Le goût du pain (traducido al inglés en 2001 como The Taste of Bread), como recapitulación de su trabajo.
A mediados de los años 1950 se inventa en Francia la amasadora eléctrica, la cual se expande rápidamente por las panaderías francesas y del resto de Europa. Esta máquina ofrecía una rentabilidad nunca antes vista. Mientras que en la panadería antigua se debían respetar los tiempos de formación del horno de leña, el amasado, los reposos y la cocción, la nueva panadería industrializada produce panes rápidos y en masa, pero carentes del aroma y sabor que caracterizaba a los panes europeos. Por aquel entonces, fue Calvel la primera figura importante en alertar sobre los efectos negativos que tenía la mecanización de la panadería en el producto final.